# 郑洛高速公路
郑洛高速公路是连霍高速公路郑州至洛阳段的高速公路，改造后的双向八车道于2012年12月18日正式通车。预计日通行力达10万辆，满足20年运输的需求。

## 简介
1995年正式通车的连霍高速公路是途经河南省的首条高速公路。原为双向四车道，日通行能力仅为1至2万辆，远不能满足车辆通行需要，超负荷使用严重。
郑洛段东起郑州市荥阳市广武镇，西至洛阳市孟津县麻屯镇任庄村，全长106.391公里，其中洛阳境内长55公里。
郑洛段扩建工程于2008年11月正式动工，总投资50.42亿元，由湖南岳常高速公路投资开发有限公司实施。沿原高速路南侧新建一条四车道路面，即洛阳至郑州方向通道于2011年12月3日正式通车。